# Miroslav Zemánek (malíř)
Miroslav Zemánek (5. července 1933, Hradec Králové) je český malíř, grafik a sochař.

## Život
V počátcích své tvorby se věnoval malbě a kresbě, později svůj okruh působnosti rozšířil o reliéfní plastiky a vitráže.
Vystudoval Vyšší uměleckoprůmyslovou školu grafickou v Praze u profesorů Petra Dillingera a Karla Müllera. Poté v roce 1956 vystudoval Vysokou školu uměleckoprůmyslovou v Praze, obor Monumentální malba u Emila Filly a Aloise Fišárka. Po skončení povinné vojenské služby v roce 1959 se vrátil do rodného domu v Doudlebech nad Orlicí, kde vybudoval ateliér pro svou tvorbu. V tomto období se věnoval převážně grafické činnosti. Jeho pozornost byla upoutána na černobílý monotyp a linoryt. Vytvořil si jedinečný styl a projev figurálního pojetí ve výtvarnictví.
K rozšíření jeho uměleckého portfolia došlo v letech 1964–1969, kdy se kromě grafiky začal věnovat i dalším uměleckým odvětvím. Více se od té doby věnuje malířství a také plastice, kde využívá převážně přírodní materiály, jako je dřevo, hlína, kámen nebo i kov. Vyhraněný smysl pro tvar a řád je jeho podpisem na dílech a sjednocuje jeho tvorbu i přes použití mnoha rozdílných technik a stylů.
V roce 1966 v celostátní soutěži získal první cenu za skleněnou vitráž vstupní haly národního podnik Železnobrodské sklo v Železném Brodě.

## Výstavy
- 31. srpna – 31. října 1988: samostatná výstava v Rychnově nad Kněžnou[3]
- 27. dubna – 16. června 2013: výstava Orlické galerie v kolowratském zámku v Rychnově nad Kněžnou s názvem „Miroslav Zemánek Proměny 1948-2013“[3]

## Díla
Jeho tvorba je spjata s regionem východních Čech, např. vitráž s námětem „Mládí“ v Hradci Králové na vysokoškolských kolejích.
- 1948 DIVOKÁ ORLICE V ZIMĚ – olej[2]
- 1950 ŽENA S DÍTĚTEM – olej[2]
- 1962 RODINA – dřevořez[2]
- 1967 KATEDRÁLA – kombinovaná technika[2]
- 1974 HKAVA SOKRATA – patinovaná pálená hlína[2]
- 1982 LÉTO – kamenina[2]